# Mogra Badshahpur
Mogra Badshahpur é uma cidade  no distrito de Jaunpur, no estado indiano de Uttar Pradesh.

## Demografia
Segundo o censo de 2001, Mogra Badshahpur tinha uma população de 17,747 habitantes. Os indivíduos do sexo masculino constituem 52% da população e os do sexo feminino 48%. Mogra Badshahpur tem uma taxa de literacia de 62%, superior à média nacional de 59.5%: a literacia no sexo masculino é de 69% e no sexo feminino é de 54%. Em Mogra Badshahpur, 18% da população está abaixo dos 6 anos de idade.